# Rutenos
Los rutenos (en latín, Ruteni), en griego Ῥουτῆνοι o Ῥουτανοί - Rhouténoi o Rhoutànoi) fueron el pueblo galo que dio nombre a la comarca de la Rouergue. Eran vecinos de los gábalos (gabali) y en el país había minas de plata.
Los arvernos y los rutenos fueron derrotados por Quinto Fabio Máximo en el año 121 a. C., pero el país no se convirtió en provincia hasta los tiempos de César, en que una parte fueron incluidos en la Narbonense y fueron conocidos como los ruteni provinciales. 
Vercingétorix envió a Lucterio, jefe de los cadurcos, para atraer a los rutenos a la confederación de los galos, cosa que Lucterio consiguió. César entonces envió tropas al territorio de los rutenos provinciales, de los volcas arecómicos y de los tolosates. 
Los rutenos provinciales tenían como capital a Segodonum y probablemente ocupaban la zona de los actuales departamentos del Aveyron y el Tarn, al sur del río Tarnis o Tarn.